# مهرجان كان السينمائي 2016
مهرجان كان السينمائي لعام 2016 هو الدورة الـ69 للمهرجان عقد في 11 إلى 22 مايو من عام 2016، حصل فيلم «دانيل بلاك» للمخرج البريطاني كين لوتش على السعفة الذهبية.